# EX☆CUTE
EX☆CUTE（日語：えっくす☆きゅーと）是日本AZONE INTERNATIONAL所販售的人偶。

## 概要
EX☆CUTE使用AZONE自行研發的Pureneemo素體以及頭部，原創角色人偶系列，除了姬乃以外的五人的人偶型於2005年1月的日本人偶展13.5公開，並於同年12月開始販售。在身體部分採用Pureneemo（25 cm/Normal Advance ）素體。
頭部的設計從心音到美海皆是由原型師Chibisuke Machine（ちびすけマシーン）所擔任設計的工作，而人物臉部的設定的設計是由所擔任。

## 登場角色
依照第一版本販售時間點的順序排列。所有成員皆為中學一年級生。

### 主要成員
心音（Koron）
於2005年12月初次登場（與藍華同時販售）。
生日是4月3日，血型是O型，喜歡吃拉麵與咖喱，擅長游泳（喜歡在游泳池跟澡堂潛水）跟模仿。而將來希望能當偶像歌手（擅長搞笑為主）。家中成員有父母以及一個大三歲的哥哥。
團隊當中的領導者。是個個性活潑又開朗的行動派，擅長惡作劇。擅長唱童謠曲，卻不擅長流行樂（J-POP）。
形象品牌以Snotty cat為主。
藍華（Aika）
於2005年12月初次登場（與心音同時販售）。
生日是10月1日，血型是B型，平常喜歡打扮，喜歡吃黑巧克力跟卡門培爾乾酪。擅長塔羅牌占卜跟卡拉OK。而將來希望成為設計師或音樂家。
成員當中的唯一會認真以對的人，因此常被心音給捉弄。
形象品牌以Wicked Style為主。
小花（Chika）
於2006年1月初次登場。
生日是5月4日，血型不明。喜歡姐姐作的蘋果派以及睡前喝熱牛奶。擅長劍道，經常到年長的姊姊所開的咖啡廳幫忙。經常挑戰做點心，但是不擅長做布丁。家中成員有父母以及一個姊姊與一個妹妹。
成員當中的萬事通，受到其他人的信任。
由於妹妹小櫻相當調皮，與個性相似的心音非常要好，而小花經常將心音跟小櫻的名字搞混。
形象品牌以Romantic Girly為主。
里杏（Lien）
於2006年3月初次登場。
生日是2月6日，血型是AB型。喜歡吃巧克力布朗尼、牛奶糖爆米花以及蕎麥麵。擅長衝浪與圍棋。
父親是日本人而母親是法國人的混血兒，文武雙全的性格
形象品牌以Angelic Sigh為主。
美海（Miu）
於2006年4月初次登場。
生日是2月22日，血型是A型，喜歡冰淇淋跟可愛的生物。特技是到任何地方都可以打瞌睡以及彈三味線。將來希望能夠當獸醫以及童話故事裡的公主。家中成員有父母以及兩個姊姊。
家裡是純日本式的大宅邸，經常在家裡迷路。兩個姊姊跟美海的個性一樣。
形象品牌以Blue Birds's Song為主。
姬乃（Himeno）
於2008年4月初次登場。
生日是7月29日，血型是A型，喜歡素甘（和菓子的一種）、散壽司以及天體觀測（祖父送的天文望遠鏡），擅長是柔道與珠算。而將來希望能從事天文學者或宇宙飛行員。家中成員有父母、祖母、哥哥、弟弟以及寵物狗城太郎。
轉學到的心音等人班上的女孩子。個性坦率又和善，對周遭的人非常體貼的類型，偶爾也有頑固的一面。
由於她在關西出身（大阪出生→神戶成長），在興奮時的語調常帶有大阪方言（在自我介紹的時候用大阪方言），由於受到她的哥哥的影響而學習柔道。
形象品牌以Fanny Fanny為主。
萊莉（Raili）
於2011年4月初次登場。
生日是12月18日，血型是A型，喜歡日本漫畫以及自行車運動，喜歡吃燉煮以及鯛魚燒，擅長滑冰。而將來希望能從事醫生。家中成員有父母、姐姐以及弟弟。
來自芬蘭的的留學生，為了學習語言而轉學到心音等人的學校，在心音的邀請之下加入了EX☆CUTE的成員，對日本的文化有興趣。

### 其他角色
小櫻（Chisa）
於2008年6月初次登場。
生日是4月26日，血型不明，喜歡年長的姊姊作的草莓百匯跟拿坡里麵，擅長劍道與花語。個性活潑又好動。家中成員有父母以及兩個姊姊。
小花的妹妹，目前就讀小學。跟心音非常要好，兩人有交換日記的習慣。
形象品牌以Snotty cat為主。
藍斗（Aoto）
於2009年4月初次登場。
生日是9月21日。
第一版本於2009年5月發售。
藍華的弟弟，擅長打籃球。
妮娜（Nina）
初次登場為2009年9月。
生日是1月2日，血型是A型，平常喜歡畫漫畫，喜歡吃照燒堡，擅長折紙。而將來希望能夠成為保育員。家中成員有父母以及妹妹。
小櫻的朋友同時也是同班同學，平常戴著眼鏡。個性像大人一樣成熟並且平靜，對人非常和善，不過有點害羞，對小櫻相當憧憬。
第一版本於2009年11月發售。
世良（Sera）
初次登場為2009年11月。
生日是8月14日，血型是B型。喜歡吃可麗餅，以及逛街消費。而將來希望能夠成為律師。家中成員有父母以及妹妹跟雙胞胎弟弟。
EX☆CUTE成員班上的班長。
第一版本於2009年11月發售，使用素體部分採用Pureneemo 25公分素體。
美亞（Mia）
初次登場為2010年10月。
生日是3月14日。
美海的姐姐，謙虛又隨和的個性，對人非常友善。
優太（Yuta）
初次登場為2011年2月。
生日是1月16日，血型是O型。
姬乃的弟弟，溫柔的性格不過有點愛哭。

## 系列主題

### EX☆CUTE主要成員
第一主題
以成員所代表的形象品牌為主。
- 心音『Snotty cat』

於2005年12月發售。
- 藍華『Wiced style』

於2005年12月發售。
- 小花『Romantic Girly!』

於2006年1月發售。
- 里杏『Angelic sigh』

於2006年3月發售。
- 美海『Blue Bird's Song』

於2006年4月發售。
第二主題（侍者服）
- 心音『Happy honey marmalade』

於2006年6月下旬發售。
- 小花『大正浪漫cafe』

於2006年6月下旬發售。
- 里杏『Pop'n Rollergirl』

於2006年7月下旬發售。
- 美海『Classic girl』

於2006年8月下旬發售。
- 藍華『Chocoholic nightmare』

一般版於2006年8月下旬發售，Amazon限定版於2007年4月發售。
第三主題（童話的公主）
- 心音『必須在12點之前返回！』（12時までには帰らなきゃ！）

於2006年12月中旬發售。
- 里杏『小心毒蘋果！』（毒りんごに気をつけろ！）

於2007年2月中旬發售。
- 小花『乘坐在燕子上』（ツバメに乗って）

於2007年5月下旬發售。
- 美海『滿月的夜晚』（満月の夜に）

於2007年6月下旬發售。
- 藍華『戀愛人魚的大作戰！』（恋スル人魚の大作戦！）

於2007年6月下旬發售。
第四主題
以成員所代表的形象品牌為主。
- 里杏『Lien/Angelic sighⅡ』

一般版於2007年10月下旬發售，人偶展20限定版於2007年10月21日發售。
- 小花『Chiika/Romaitic Girly!Ⅱ』

於2007年11月發售。
- 美海『Miu/Blue Birds SongⅡ』

於2007年12月發售。
- 心音『Koron/Snotty CatⅡ』

一般版於於2008年1月發售，人偶展21限定版於2008年1月27日發售。
- 姬乃『Himeno（ひめの）/Welcome to EX☆CUTE！』

於2008年4月發售。
第五主題《SWEET PUNK GIRLS!》
- 藍華（吉他手）

一般版與人偶展23限定版於2008年9月發售。
- 里杏（吉他手）

於2008年10月發售。
- 美海（貝斯手）

一般版於2008年11月發售，而Azone Level Shop大阪店限定版於2009年2月下旬發售。
- 小花（鍵盤手）

於2008年12月發售。
- 姬乃（鼓手）

一般版於2008年12月下旬發售，人偶展24限定版（白金色）於2009年1月18日發售，Azone Level Shop秋葉原店開店一周年紀念版（金髮、銀髮）於:於2009年7月發售。
- 心音（主唱）

於2009年1月下旬發售。
第六主題《Secret Wonderland》
以哥德蘿莉裝為主題。
- 小花『Secret Wonderland/Chiika』

一般版於2009年5月中旬發售，人偶展25限定版於2009年4月26日發售。
- 里杏『Secret Wonderland/Lien』

2009年6月中旬發售。
- 心音『Secret Wonderland/Koron』

2009年7月中旬發售。
- 藍華『Secret Wonderland/Aika』

2009年8月中旬發售。
- 姬乃『Secret Wonderland/Himeno』

2009年9月中旬發售。
- 美海『Secret Wonderland/Miu』

一般版於2009年10月中旬發售，人偶展26限定版於2009年11月發售。
其他
- 姬乃『FannyFanny/Himeno』

一般版於2009年12月中旬發售，人偶展27限定版於2009年12月發售。
- 萊莉『來自北歐的留學生/萊莉（北欧からの留学生/ライリ）』

於2011年4月發售。
Amazon限定版
『Antique Sweet Memory』
- 小花『Suger Cherry』

於2008年7月底發售。
- 美海『Cotton Candy』

於2008年7月底發售。
『Classic Alice』
- 心音『Classic Alice Koron』

2009年11月5日發售。
- 里杏『Black Alice Lien』

2009年11月5日發售。
- 藍華『Classic Alice Chershire cat AIKA』

2011年1月30日發售。
- 姬乃『Classic Alice Tick Tock Rabbit HIMENO』

2011年1月30日發售。
五周年紀念版
以第一版本的頭部為基礎，完全採取預約生產限定發售。
- 心音

於2009年10月1日至10月31日開始預約，2010年1月起出貨。
- 里杏

於2009年12月1日至12月31日開始預約，2010年3月起出貨。
- 小花

於2010年1月1日至1月31日開始預約，2010年4月起出貨。
- 美海

於2010年2月1日至2月28日開始預約，2010年5月起出貨。
- 藍華

於2010年3月1日至3月31日開始預約，2010年6月起出貨。
第七主題
以成員所代表的形象品牌為主，在臉部的表情部分有所更改。
- 里杏『Lien/Angelic SighⅢ』

一般版於2010年4月下旬發售，人偶展28限定版於2010年5月2日發售。
- 小花『Chiika/Romantic Girly!Ⅲ』

一般版於2010年5月下旬發售，Azone Level Shop秋葉原店開店二周年紀念版於2010年7月3日發售。
- 美海『Miu/Blue Bird's SongⅢ』

於2010年6月下旬發售。
- 藍華『Aika/Wicked styleⅢ』

一般版於2010年7月下旬發售，限定版於2011年3月25日發售。
- 姬乃『Himeno/FannyFannyII』

於2010年8月下旬發售而，Azone Level Shop大阪店二周年限定版於2011年2月19日發售。
- 心音『Koron/Snotty CatⅢ』

一般版於2010年9月下旬發售，人偶展29限定版於2010年9月12日發售。
第八主題《魔女之子》
以魔法學校為主題。
- 里杏『Majokko☆Lien/littlewitch of moon』

於2011年7月發售。
- 姬乃『Majokko☆Himeno/littlewitch of starlight』

一般版於2011年7月發售，限定版於2012年3月13日發售。
- 藍華『Majokko☆Aika/littlewitch of flame』

一般版於2011年10月發售，限定版於2012年3月13日發售。
- 心音『Majokko☆Koron/Little Witch of the Wind』

於2011年11月發售。
- 藍華『Majokko☆Miu/Little Witch of the Water』

於2011年12月發售。
- 小花『Majokko☆Chiika/littlewitch of the heart』

於2012年1月發售。
- 萊莉『Majokko☆Raili/littlewitch of the snow』

於2012年4月發售，限定版於4月發售。

### EX☆CUTE家族
第一主題
- 小櫻『Chisa（ちさ）/My First Diary』

採用OBITSU製作所21cm女孩子素體，一般版於2008年6月下旬發售，直髮限定版本僅AZONE發售。
- 藍斗『Aoto（あおと）/Hello! Naughty Boy!』

採用OBITSU製作所21cm男孩子素體，於2009年5月中旬發售。
- 妮娜『Nina/Graceful Girl』

採用OBITSU製作所21cm女孩子素體，於2009年9月下旬發售。
- 世良『委員長/Sera（せら）』

採用Pureneemo 25公分素體，一般版於2009年11月下旬發售，而Azone Level Shop大阪店一周年限定版於2010年2月5日發售。
第二主題
- 小櫻『Chisa（ちさ）/Meets Snotty Cat』

於2008年11月下旬發售。
- 藍斗『Aoto/Sk8er Boy!』

於2009年10月下旬發售。
第三主題 《Secret Wonderland》/《Secret Little Wonderland》衍生
- 小櫻『Secret Little Wonderland/Chisa』

於2010年1月下旬發售。
- 妮娜『Secret Little Wonderland/Nina』

於2010年2月下旬發售。
- 藍斗『Secret Little Wonderland/Aoto』

於2010年3月下旬發售。
- 世良『Secret Wonderland/Sera』

於2010年6月下旬發售。
第四主題
- 妮娜『放暑假的妮娜』

於2010年7月下旬發售，在素體部分改用Pureneemo Flection XS素體。
- 美亞『美亞的放課後』

於2010年10月下旬發售。
- 藍斗『Aoto/Halloween』

於2010年10月23日發售，分為金髮與草綠色頭髮兩個版本。
- 小櫻『放寒假的小櫻』

一般版於2010年11月下旬發售，限定版於2011年5月中旬發售。
- 世良『SERA/Happy holidays』

於2010年11月下旬發售。
- 美亞『美亞的星期日』

於2011年4月發售。
- 優太『冬季的文學生（〉』

第五主題《少年偵探團》
- 藍斗『少年偵探團/Aoto（少年探偵団/あおと）』

於2011年2月下旬發售。
- 優太『少年偵探團/Yuta（少年探偵団/ゆうた）』

於2011年2月下旬發售。
第六主題《魔女之子》衍生
- 美亞『Majokko☆Mia/witch of the note』

一般版與限定版預計於2012年夏季發售。
- 世良『Majokko☆Sera/littlewitch of the wisdom』

預計於2012年4月發售。

## 外部連結
- （日語）AZONE INTERNATIONAL（页面存档备份，存于）
- （日語）Pureneemo開發日誌（页面存档备份，存于）